# Magway Township
Magway Township (Birmaans: မကွေးမြို့နယ်) is een township van het Magway district in de regio Magway. Magway is de hoofdstad.